# Parafia Najświętszej Maryi Panny Różańcowej w Radwanicach
Parafia Najświętszej Maryi Panny Różańcowej w Radwanicach – znajduje się w dekanacie Wrocław wschód w archidiecezji wrocławskiej. Erygowana w 1965 roku.
Obsługiwana przez księży archidiecezjalnych. Jej proboszczem jest ks. mgr lic. Ludwik Grudziński Kan. hon. ex. num. Kap. Koleg.

## Parafialne księgi metrykalne
| Księgi metrykalne | Okres ewidencji |
| ----------------- | --------------- |
| chrztów           | 1965 -          |
| ślubów            | 1965 -          |
| zgonów            | 1965 -          |